# Авария Saab 2000 в Вернойхене
Авария Saab 2000 в Вернойхене — авиационная авария, произошедшая 10 июля 2002 года. Авиалайнер Saab 2000 авиакомпании Swiss International Air Lines выполнял плановый регулярный рейс LX 850 по маршруту Базель—Гамбург, но не смог приземлиться в Гамбурге из-за погодных условий, и экипаж предпринял попытки приземлиться в Берлине и Эберсвальде. После третьей неудачной попытки пилоты решили приземлиться в Вернойхене, но во время посадки лайнер врезался в земляной вал и частично разрушился. Из находившихся на его борту 20 человек (16 пассажиров и 4 члена экипажа) никто не погиб, но 1 пассажир получил ранения.

## Сведения о рейсе 850

### Самолёт

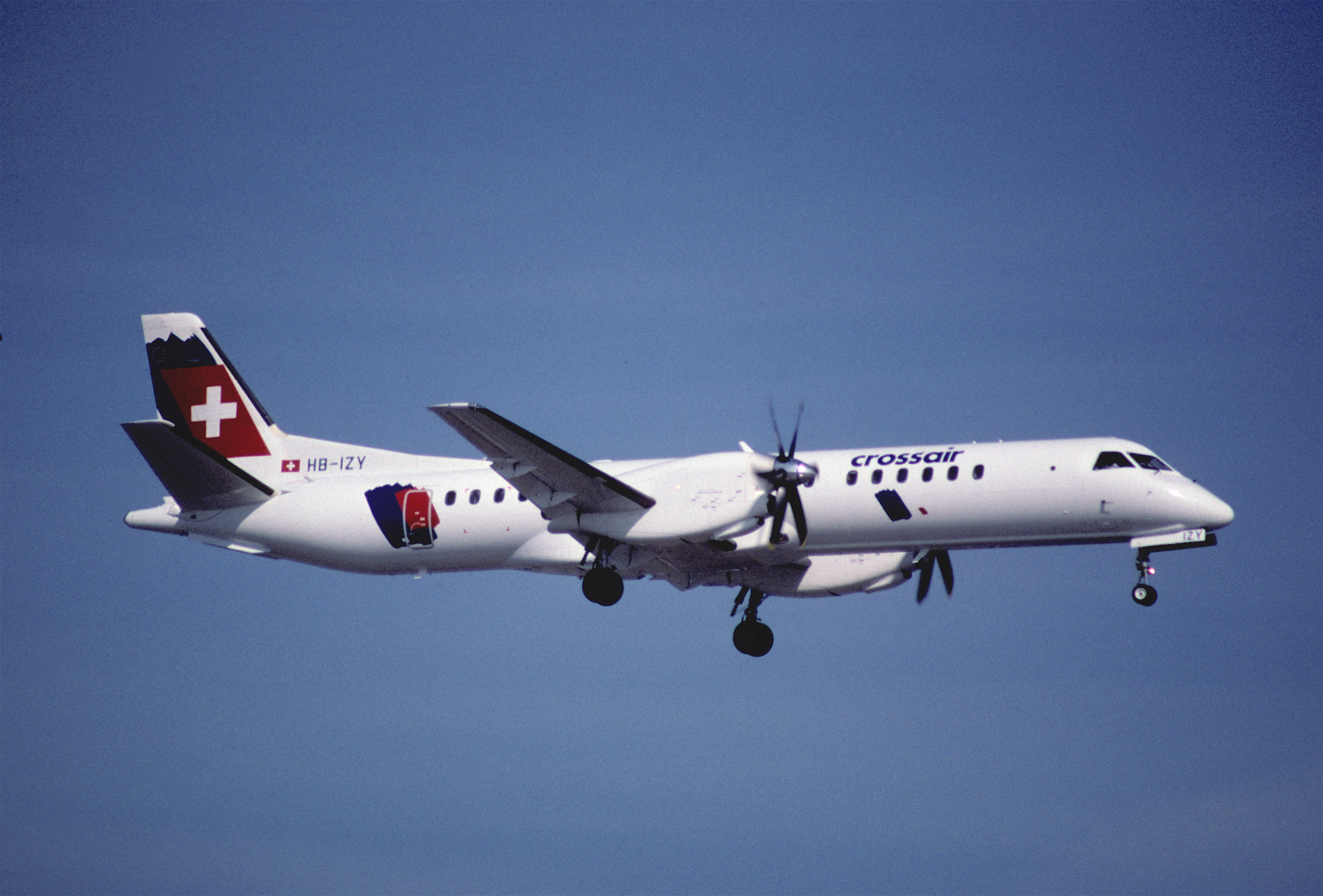
Разбившийся самолёт в 1999 году (в период эксплуатации в Crossair)

Saab 2000 (регистрационный номер HB-IZY, серийный 047) был выпущен в 1997 году (первый полёт совершил 30 апреля под тестовым б/н SE-047). 29 мая того же года был передан авиакомпании Crossair, от которой 31 марта 2002 года перешёл в авиакомпанию Swiss International Air Lines, где получил имя Kronberg. Оснащён двумя турбовинтовыми двигателями Rolls-Royce AE2100A. На день аварии совершил 12 069 циклов «взлёт-посадка» и налетал 12 303 часа.

### Экипаж
Экипаж рейса LX 850 состоял из двух пилотов и двух бортпроводников.
- Командир воздушного судна (КВС) — опытный пилот, в должности командира Saab 2000 — с 29 октября 1999 года (до этого управлял им в качестве второго пилота). Налетал свыше 2600 часов, свыше 2350 из них на Saab 2000 (свыше 600 из них в должности КВС).
- Второй пилот — опытный пилот, в должности второго пилота Saab 2000 — с 18 июня 1999 года. Налетал свыше 1940 часов, 1732 из них на Saab 2000[5].

## Хронология событий
Изначально рейс LX 850 должен был выполнять Embraer ERJ-145, но все они находились на других рейсах и в итоге для выполнения перелёта из Базеля в Гамбург был предоставлен Saab 2000 борт HB-IZY; из-за замены самолёта инструктаж для экипажа был продлён на 15 минут. Поскольку пилоты ожидали грозу в конце полёта, они запросили дозаправить лайнер ещё 600 килограммами авиатоплива помимо минимальных.
Рейс LX 850 вылетел из Базеля в 17:55 CET (с 10-минутным опозданием) и взял курс на Гамбург, на его борту находились 4 члена экипажа и 16 пассажиров. Примерно за час до полёта экипажу было отправлено сообщение о грозах, достигающих эшелона FL380 (11 600 метров), однако он его не получил.
При заходе на посадку в Гамбурге рейс 850 столкнулся с сильной турбулентностью из-за грозы, из-за чего на высоте 1000 метров прервал заход на посадку, а пилоты сообщили авиадиспетчеру о том, что авиатоплива оставалось на 45 минут. Несмотря на то, что другой самолёт успешно приземлился в Гамбурге, пилоты рейса 850 решили не приземляться. Запасным аэропортом был Бремен, но экипаж решил приземлиться в аэропорту Ганновер-Лангенхаген в Ганновере, поскольку полететь в Бремен означало пролететь через грозовой фронт. Но в Ганновере также была плохая погода, и из-за этого пилоты развернули лайнер в сторону аэропорта Берлин-Тегель в Берлине, поскольку согласно информации авиадиспетчеров, там была ясная погода и в ближайшее время изменений не ожидалось.
Приближаясь к ВПП №08L, экипаж запросил приоритет, поскольку авиатоплива оставалось довольно мало, но при заходе на посадку самолёт попал в зону сильной турбулентности, поскольку грозовой фронт также достиг Берлина. Пилоты прервали заход на посадку и запросили посадку на любом запасном аэродроме, сказав: На данный момент мы возьмём что угодно, и авиадиспетчер воспринял это сообщение как аварийную ситуацию. УВД предложило пилотам аэропорт в Эберсвальде, однако при подлёте было обнаружено, что там также плохая погода. После этого авиадиспетчер предложил пилотам аэропорт в Нойбранденбурге, но они отказались и направили самолёт в сторону Вернойхена. Авиадиспетчеры связались с аэроклубом в Вернойхене и передали пилотам информацию, что на его ВПП длиной 2400 метров есть препятствие в виде земляного вала, оставляя экипажу лишь 1500 метров взлётной полосы. Почти через 1 час после неудачной посадки в Гамбурге, когда авиатопливо было на исходе, рейс 850 начал заход на посадку в Вернойхене; пилотам сообщили, что заход на посадку - в восточной части ВПП №08. Освещение на ВПП не работало, а маркировка сильно выветрилась, из-за чего пилотам было труднее определить место посадки самолёта с критическим уровнем авиатоплива.
В 20:42 CET рейс LX 850 приземлился у торца ВПП №08 аэроклуба Вернойхена и врезался в земляной вал. От удара у лайнера оторвались все 3 стойки шасси, а в кабине экипажа прозвучал сигнал о пожаре двигателя №1 (левого). Самолёт проскользил по ВПП несколько метров и остановился; в результате аварии он получил значительные повреждения (оторваны все 3 стойки шасси и повреждён фюзеляж в области днища) и впоследствии был списан, хотя изначально его планировали отремонтировать и вернуть в эксплуатацию. Все 20 человек на его борту выжили, но 1 пассажирка повредила ногу.

## Расследование
Расследование причин аварии рейса LX 850 проводило Немецкое федеральное бюро расследований авиационных происшествий (BFU) (нем. Bundesstelle Für Flugunfalluntersuchung).
Окончательный отчёт расследования был опубликован в октябре 2010 года. В отчёте были указаны следующие причины аварии:
- Плохие погодные условия (сильный ветер и турбулентность).
- Отсутствие у экипажа времени на поиск аэропорта для посадки после неудачных заходов на посадку из-за недостатка авиатоплива и ухудшавшихся погодных условий.
- Посадка на неработающей части аэроклуба Вернойхена.
- Столкновение с земляным валом, который экипаж не увидел при посадке.
- Отсутствие освещения и хорошей маркировки в аэроклубе Вернойхена.
- Недостаточное количество информации о погодных условиях для экипажа.
- Недостаточное количество информации для экипажа об аэроклубе Вернойхена.